# یواس‌اس ماتاکو (ای‌تی-۸۶)
یواس‌اس ماتاکو (ای‌تی-۸۶) (به انگلیسی: USS Mataco (AT-86)) یک کشتی بود که طول آن ۲۰۵ فوت (۶۲ متر) بود. این کشتی در سال ۱۹۴۲ ساخته شد.